# Narodowa Galeria Sztuki (Bułgaria)
Narodowa Galeria Sztuki (bułg. Национална художествена галерия) – galeria sztuki w Sofii w Bułgarii, utworzona w 1946 roku.

## Historia
Państwowa Galeria Sztuki, wydzielona z Muzeum Narodowego została otwarta w 1942 roku, jednak nowy gmach galerii, budowany w latach 1934-1941 został zniszczony podczas bombardowania w 1944 roku. Kolekcja obrazów jednak ocalała. Rada Ministrów postanowiła w 1946 roku utworzyć nową Narodową Galerię Sztuki w budynku pałacu, a jego część przeznaczono na siedzibę Muzeum Etnograficznego (wschodnia część). Instytucja pełni rolę centralnego państwowego muzeum sztuki bułgarskiej.

## Architektura
Budynek galerii to pałac z 2. połowy XIX wieku. Był to budynek państwowy, urządzony na potrzeby bułgarskiej rodziny królewskiej. Otwarto go 26 grudnia 1882 roku. W czasach komunistycznych zniszczono wnętrze pałacu, pozrywano boazerie, a ściany pomalowano farbą olejną.

## Zbiory
Zbiory liczą ponad 50 000 jednostek, w tym ponad 4 tysiące ikon. Trzon kolekcji stanowią prace bułgarskich artystów z XIX i XX wieku. Ekspozycję podzielono chronologicznie, pierwsza część obejmuje okres odrodzenia bułgarskiej sztuki narodowej w XIX wieku, druga część to dzieła powstałe po wyzwoleniu Bułgarii do 9 września 1944 roku, trzecia część to sztuka zagraniczna od XV wieku do współczesności.

## Galeria

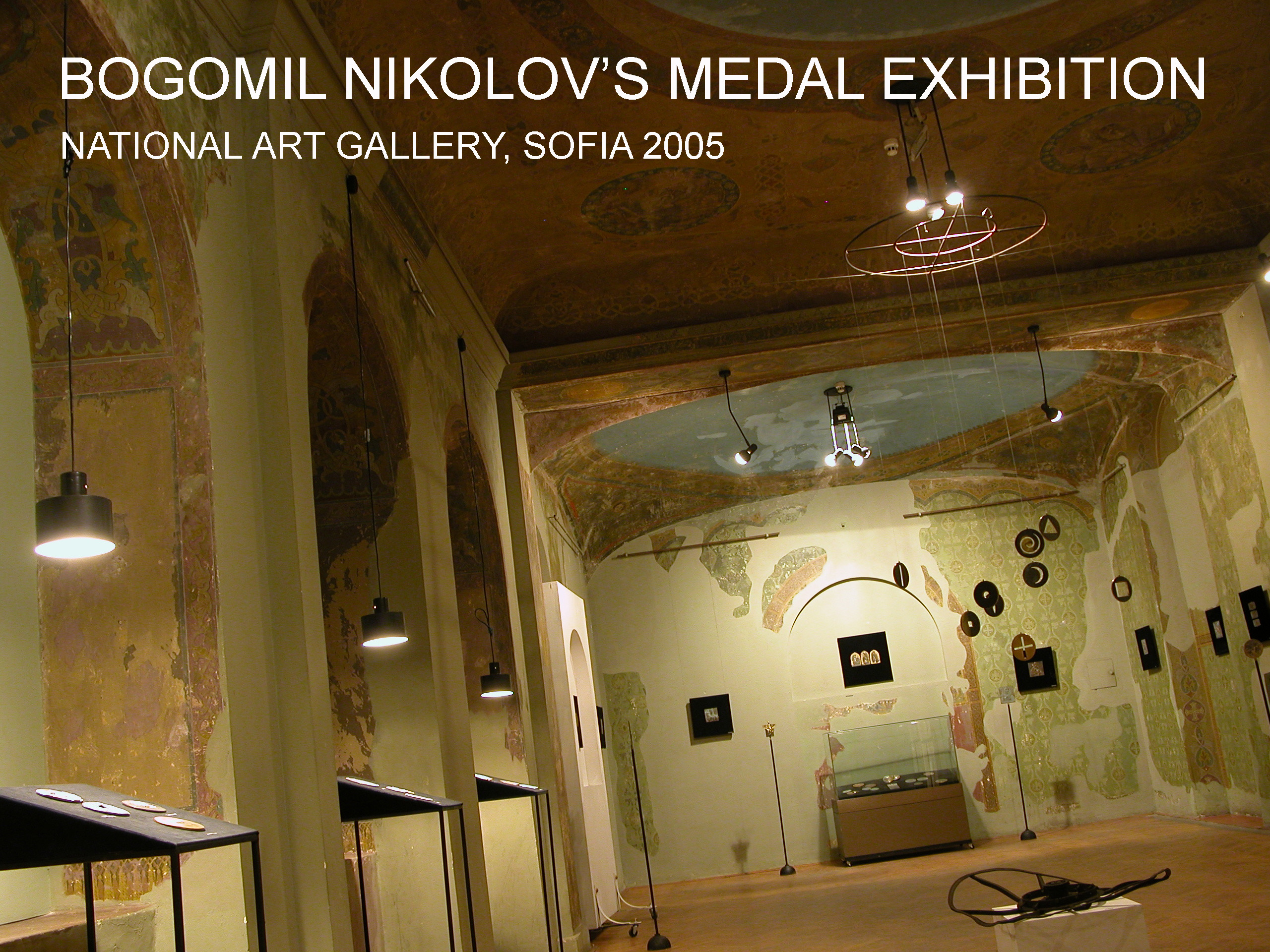
Wnętrze, wystawa medali (2005)
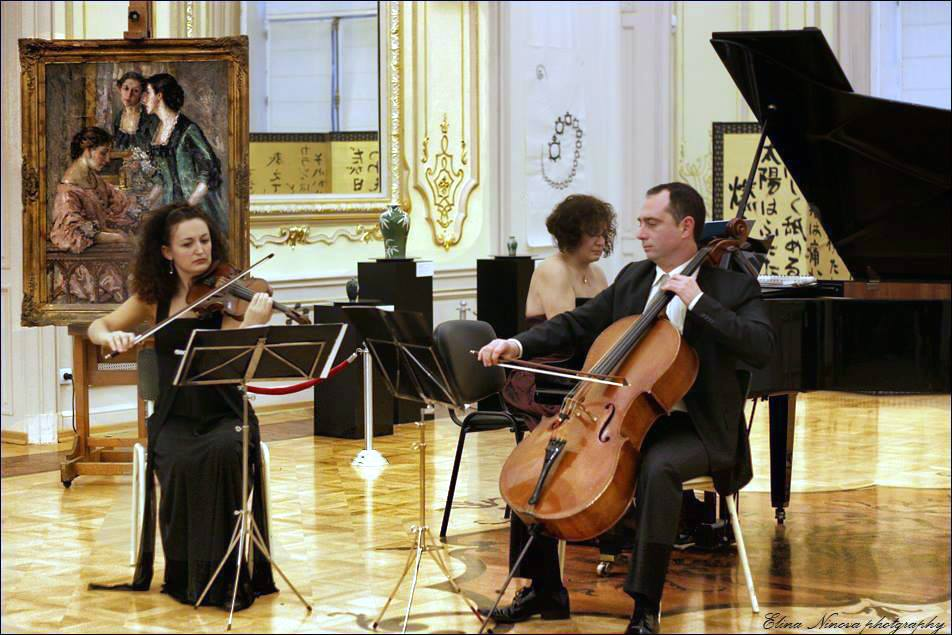
Koncert (2014)
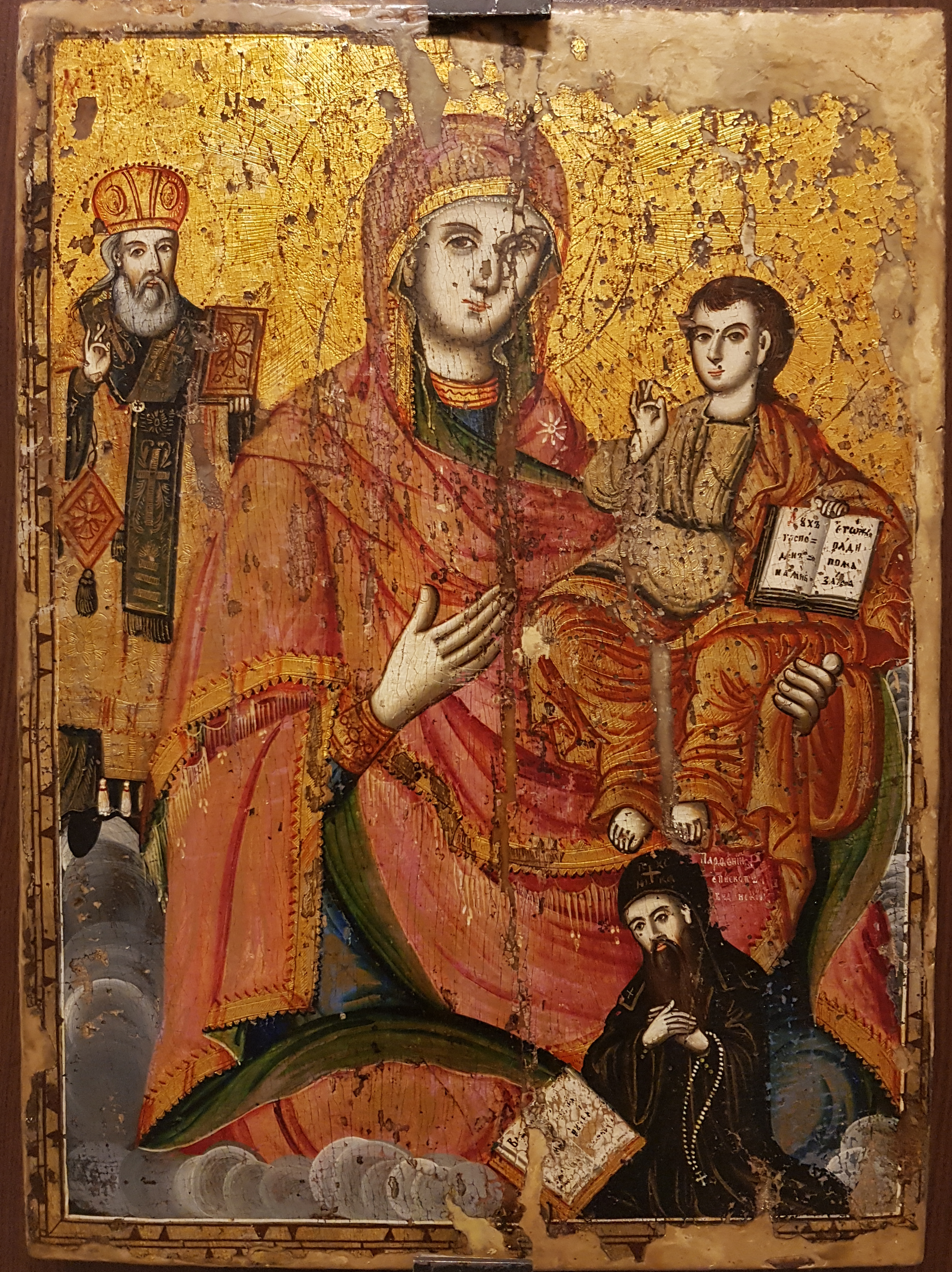
Ikona
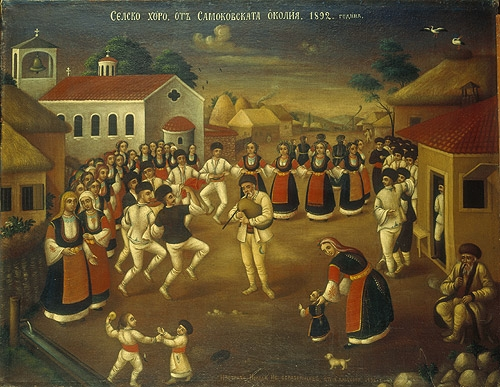
Obraz Nikoli Obrazopisova
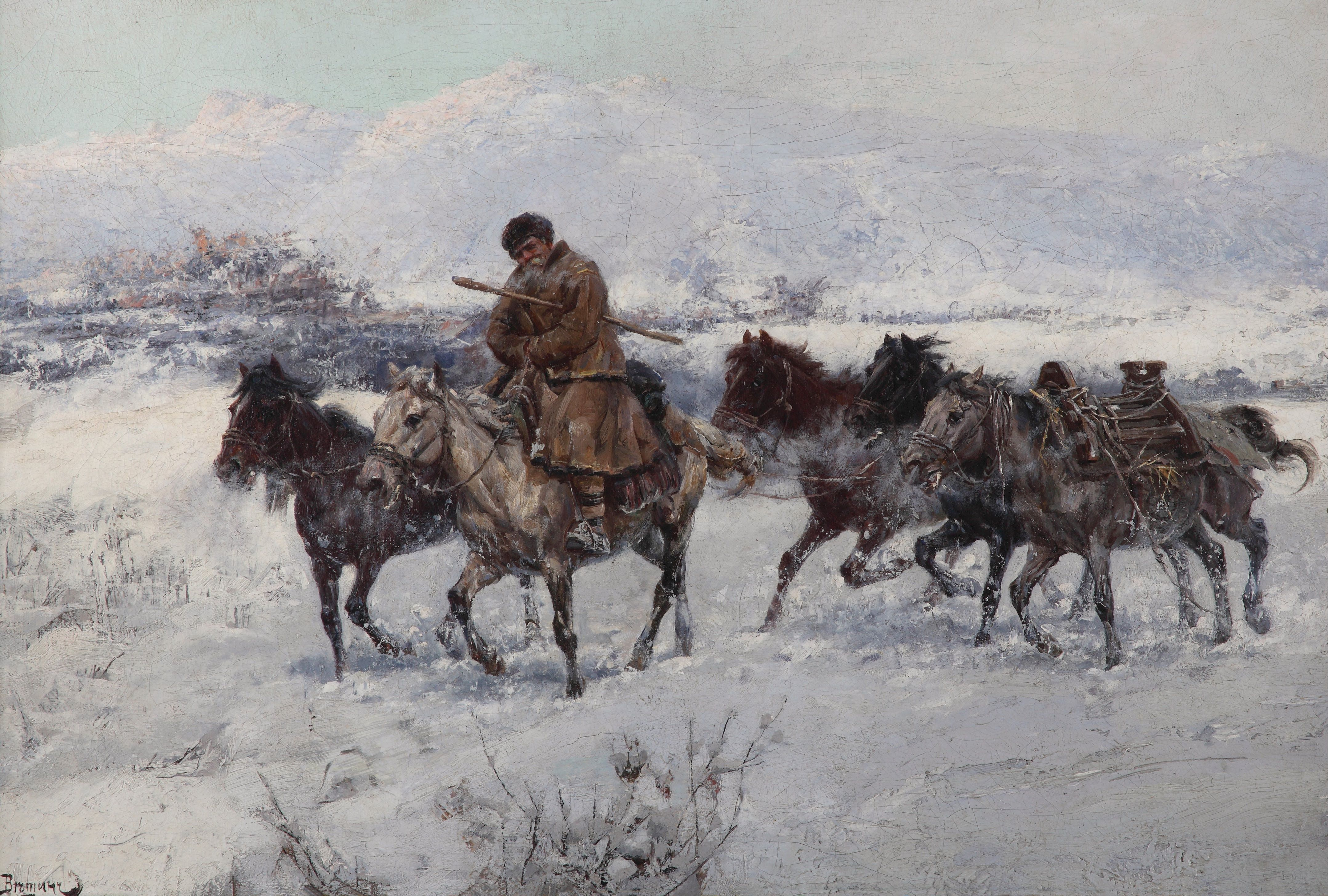
Obraz Jarosława Weszina